# Ebles Manzer
Ebles Manzer (Manzer vol dir Bastard), nascut vers 875, mort vers 934/935, fou comte de Poitiers de 890 a 892 i de 902 a 934. Va succeir al seu pare Rainulf II.
El 5 d'agost de 890 Rainulf II moria a París, potser enverinat, deixant el seu comtat al seu fill Ebles Manzer, encara jove, sota la guarda d'un oncle, Guerau d'Orlhac. Rainulf havia estat un dels senyors aquitains que no va reconèixer l'elecció d'Odó I de França, i després, un any més tard, només el va acceptar a contracor; Odó va intentar aprofitar la mort de Rainulf per imposar la seva autoritat a l'Aquitània i instal·lar-hi el seu germà Robert I de França, marquès de Nèustria. No volent intervenir directament, va incitar al seu parent Aimar o Ademar a atacar a Guerau i Ebles Manzer, tot confiant-li el comandament de l'exèrcit reial. Al capdavant d'aquest exèrcit, Aimar va ocupar Poitiers el setembre de 892 i va obligar a Ebles Manzer i Guerau a refugiar-se a Alvèrnia. Els dos oncles d'Ebles, Gausbert, comte de Saintes o Santonya i Ebles, abat de Saint-Denis i de Sant Hilari de Poitiers, van prendre les armes contra Ademar, però van morir en els combats que van seguir.
Odó llavors va apartar a Ademar del poder al comtat i del comandament de l'exèrcit en favor del seu germà Robert de Nèustria; descontent Aimar o Ademar, durant una absència de Robert, sorprengué a la guarnició deixada per aquest a Poitiers i va recuperar la ciutat i el comtat. Els dos germans robertins no el van poder combatre, ja que van saber llavors que el príncep carolingi Carles III de França s'acaba de fer coronar rei en competència amb Odó. Durant una desena d'anys, un equilibri precari va existir entre els partidaris d'Odó i els de Carles III el Simple, deixant en pau el comtat de Poitiers. Aimar va intentar tanmateix prendre Orlhac (Aurillac) el març de 894, probablement per eliminar Ebles Manzer, de manera que Guerau va confiar la guarda del jove Ebles a Guillem el Pietós (Guillem I d'Aquitània) comte d'Alvèrnia i de Bourges.
Odó I va morir el 898 i Ademar fou un dels primers senyors a reconèixer a Carles el Simple com a únic rei. Aquest últim reconegué Ademar o Aimar com a comte de Poitiers i el feu comte del Llemosí, però tenia una preferència per a Ebles Manzer, al que havia conegut en el transcurs de la seva infantesa. Fort del suport de Guillem el Pietós i de la neutralitat del rei, i aprofitant una absència d'Aimar, Ebles s'apoderà de Poitiers el 902 i se'n proclamà comte i Aimar es refugià a Périgueux amb el comte Guillem, parent de la seva esposa. Carles III el Simple va investir a Ebles com a comte.
Ebles va donar l'abadia de Saint-Maixent al vescomte Savary I de Thouars que li havia donat suport i va restructurar Poitou creant dos nous vescomtats, a Aulnay i a Melle (Deux-Sèvres) i el vescomtat de Poitiers fou suprimit a la mort del vescomte Maingald el 925.
El 904 es va apoderar del Llemosí que tenia el seu rival. En 911 Ebles era a Chartres en l'exèrcit que va combatre el normand Rol·ló à al turó de Lères.
Guillem II el Jove, hereu de Guillem I el Pietós, i després el seu germà i successor Acfred I d'Aquitània, van morir en un any el 927. Acfred havia designat Ebles com a hereu, i així aquest es va trobar com a duc d'Aquitània, comte de Bourges, d'Alvèrnia i de Velai. El 929, el rei Raül I de França va intentar reduir el poder d'Ebles Manzer i li va retirar inicialment el Berry i després el 932 va transferir el títol de duc d'Aquitània i el comtat d'Alvèrnia al comte de Tolosa Ramon Pons. D'altra banda el territori de la Marca llemosina que depenia dels senyors de Charroux, vassalls d'Ebles, fou transformada en comtat separat.

## Núpcies i descendents
Es va casar amb Emiliana de la qual va tenir dos fills, Ebles, bisbe de Llemotges, i Guillem I de Poitiers i III d'Aquitània Cap d'Estopa.